# Кубок Туреччини з футболу 2011—2012
Кубок Туреччини з футболу 2011–2012 — 50-й розіграш кубкового футбольного турніру в Туреччині. Титул вп'яте здобув Фенербахче.

## Календар
| Раунд        | Дата               | Матчі | Клуби   |
| ------------ | ------------------ | ----- | ------- |
| Перший раунд | 7 грудня 2011      | 11    | 57 → 46 |
| Другий раунд | 20-22 грудня 2011  | 14    | 46 → 32 |
| 1/16 фіналу  | 10-12 січня 2012   | 16    | 32 → 16 |
| 1/8 фіналу   | 20-22 березня 2012 | 8     | 16 → 8  |
| 1/4 фіналу   | 10-12 квітня 2012  | 4     | 8 → 4   |
| 1/2 фіналу   | 25-26 квітня 2012  | 2     | 4 → 2   |
| Фінал        | 16 травня 2012     | 1     | 2 → 1   |

## 1/16 фіналу
| Команда 1               | Рахунок         | Команда 2                 |
| ----------------------- | --------------- | ------------------------- |
| 10 січня 2012           |                 |                           |
| Бурсаспор               | 4:1             | Шанлиурфаспор (3)         |
| Галатасарай             | 4:1             | Адана Демірспор (3)       |
| 11 січня 2012           |                 |                           |
| Бугсашспор (3)          | 2:1             | Манісаспор                |
| Болуспор (2)            | 3:2 дч          | Генчлербірлігі            |
| Акхісар Беледієспор (2) | 0:1             | Кайсеріспор               |
| Еюпспор (3)             | 2:3             | Ескішехірспор             |
| Газіосманпашаспор (3)   | 1:3             | Антальяспор               |
| Кардемір Карабюкспор    | 2:0             | Уньєспор (3)              |
| Трабзонспор             | 2:0             | Гюнгеренспор (2)          |
| Анкарагюджю             | 2:6             | Касимпаша (2)             |
| Мерсін Ідманюрду        | 1:3 дч          | Сівасспор                 |
| Аданаспор (2)           | 1:2 дч          | Істанбул Башакшехір       |
| Бешікташ                | 2:1             | Газіантеп (2)             |
| Самсунспор              | 0:0 дч пен. 4:2 | Ордуспор                  |
| 12 січня 2012           |                 |                           |
| Чайкур Різеспор (2)     | 3:2             | Газіантепспор             |
| Фенербахче              | 4:1             | Конья Торку Шекерспор (3) |

## 1/8 фіналу
| Команда 1           | Рахунок | Команда 2            |
| ------------------- | ------- | -------------------- |
| 20 березня 2012     |         |                      |
| Бугсашспор (3)      | 0:2 дч  | Бурсаспор            |
| Галатасарай         | 0:1     | Сівасспор            |
| 21 березня 2012     |         |                      |
| Чайкур Різеспор (2) | 0:1     | Кардемір Карабюкспор |
| Антальяспор         | 2:1 дч  | Трабзонспор          |
| Фенербахче          | 3:0     | Самсунспор           |
| Ескішехірспор       | 3:0     | Касимпаша (2)        |
| 21 березня 2012     |         |                      |
| Болуспор (2)        | 1:0     | Бешікташ             |
| Кайсеріспор         | 1:0     | Істанбул Башакшехір  |

## 1/4 фіналу
| Команда 1            | Рахунок         | Команда 2    |
| -------------------- | --------------- | ------------ |
| 10 квітня 2012       |                 |              |
| Ескішехірспор        | 3:0             | Антальяспор  |
| 11 квітня 2012       |                 |              |
| Фенербахче           | 2:2 дч пен. 5:4 | Кайсеріспор  |
| 12 квітня 2012       |                 |              |
| Кардемір Карабюкспор | 1:0             | Болуспор (2) |
| Сівасспор            | 1:4             | Бурсаспор    |

## 1/2 фіналу
| Команда 1            | Рахунок | Команда 2     |
| -------------------- | ------- | ------------- |
| 25 квітня 2012       |         |               |
| Бурсаспор            | 3:0     | Ескішехірспор |
| 26 квітня 2012       |         |               |
| Кардемір Карабюкспор | 0:2     | Фенербахче    |

## Фінал
| 16 травня 2012 20:30 (EEST) |

| Бурсаспор | 0:4      | Фенербахче                                |
| --------- | -------- | ----------------------------------------- |
|           | Протокол | Еркін 2' Бароні 44' Шентюрк 58' Алекс 78' |

| Стадіон «19 травня», Анкара Глядачів: 19 500 Арбітр: Бюлент Їлдирим |